# 卡尔-奥克·阿斯普
卡尔-奥克·阿斯普（瑞典語：Karl-Åke Asph，1939年2月2日—），瑞典男子越野滑雪运动员。他曾代表瑞典参加1964年冬季奥林匹克运动会越野滑雪比赛，获得男子4×10公里接力金牌。